# Witeryt

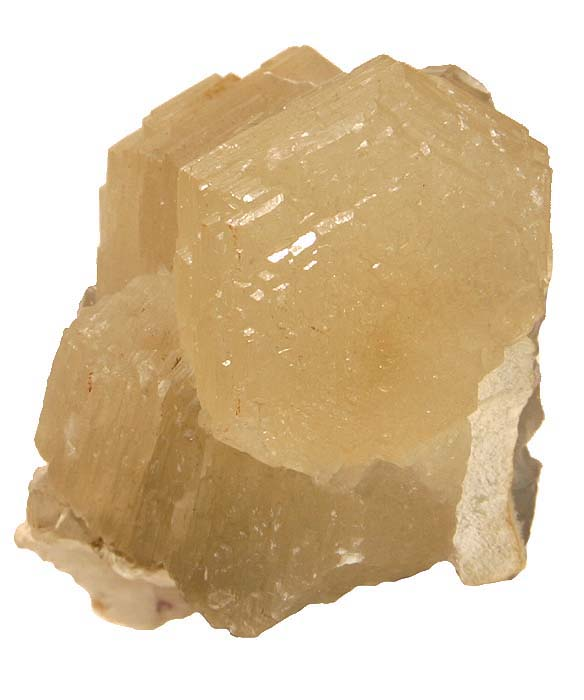
Witeryt z kopalni Mahoning No. 1, Hardin County, Illinois, USA (4,9 x 3,7 x 3,2 cm).

Witeryt (witheryt) – minerał z gromady węglanów. Należy do grupy minerałów bardzo rzadkich. Nazwany od imienia Williama Witheringa, angielskiego botanika i mineraloga, odkrywcy tego minerału.

## Charakterystyka

### Właściwości
Bardzo często tworzy zbliźniaczenia kryształy przyjmują postać bipiramidy heksagonalnej lub słupa o przekroju sześcioboku. Kryształy bardzo często maja równoległe do podstawy prążkowanie. Dobrze wykształcone kryształy narosłe występują w druzach w formie szczotek krystalicznych. Występuje w skupieniach zbitych, ziarnistych, promienistych, groniastych, naciekowych. Tworzy też naskorupienia. Tworzy kryształy mieszane z aragonitem, cerusytem, stroncjanitem. Z węglanem wapnia tworzy roztwór stały zwany alsonitem. Jest kruchy, przezroczysty do przeświecającego. Rozpuszcza się w zimnym, rozcieńczonym kwasie solnym – wywołuje gwałtowne „burzenie się” (wydziela dwutlenek węgla). Jest trujący. W świetle ultrafioletowym wykazuje efekt fluorescencji – świeci białoniebieskim światłem. Barwi płomień na żółtozielono (zawartość baru).

### Występowanie
Powstaje w stosunkowo niskich temperaturach, jest typowym minerałem żył hydrotermalnych. Najczęściej występuje w złożach lub gniazdach kruszcowych w paragenezie z barytem, kalcytem, fluorytem, galeną, sfalerytem. Bywa spotykany w utworach metamorficznych.
Miejsca występowania:
- Na świecie: USA – Kalifornia, Illinois, Kentucky, Wielka Brytania, Rosja, Austria, Francja, Japonia, Niemcy.

- W Polsce: został stwierdzony w okolicach Tarnowskich Gór na Górnym Śląsku, na Suwalszczyźnie w rejonie Tajna.

### Zastosowanie
- jako ruda baru wówczas, gdy tworzy duże złoża,
- wykorzystuje się go również do wytwarzania specjalnych rodzajów szkła optycznego,
- jako trutka na szczury,
- ma znaczenie naukowe,
- rzadko spotykany, wyjątkowo ceniony kamień kolekcjonerski[potrzebny przypis] (czasami szlifowany).